# Bowluvada
Bowluvada es una ciudad censal situada en el distrito de Visakhapatnam en el estado de Andhra Pradesh (India). Su población es de 5001 habitantes (2011). Se encuentra a 28 km de Visakhapatnam.

## Demografía
Según el censo de 2011 la población de Bowluvada era de 5001 habitantes, de los cuales 2427 eran hombres y 2574 eran mujeres. Bowluvada tiene una tasa media de alfabetización del 63,07%, inferior a la media estatal del 67,02%: la alfabetización masculina es del 71,34%, y la alfabetización femenina del 55,34%.